# Benjamin Blech
Benjamin Blech (* 1933 in Zürich) ist ein orthodoxer Rabbiner in New York City.
An der Yeshiva University (YU) in New York erwarb er einen Bachelor of Arts, an der Columbia University einen Master of Arts in Psychologie. Am Rabbi Isaac Elchanan Theological Seminary der YU erfolgte die Semicha (formelle Einsetzung als Rabbiner).
1966 wurde er an der YU Professor für Talmud. Darüber hinaus war er lange Rabbi der National Council of Young Israel. Er verfasste zwölf Bestseller zum Judentum.
Im Januar 2005 war er mit zwei weiteren Rabbinern zu Papst Johannes Paul II. eingeladen.
| Personendaten    | Personendaten                      |
| ---------------- | ---------------------------------- |
| NAME             | Blech, Benjamin                    |
| KURZBESCHREIBUNG | US-amerikanischer orthodoxer Rabbi |
| GEBURTSDATUM     | 1933                               |
| GEBURTSORT       | Zürich                             |